# Iffigenalp

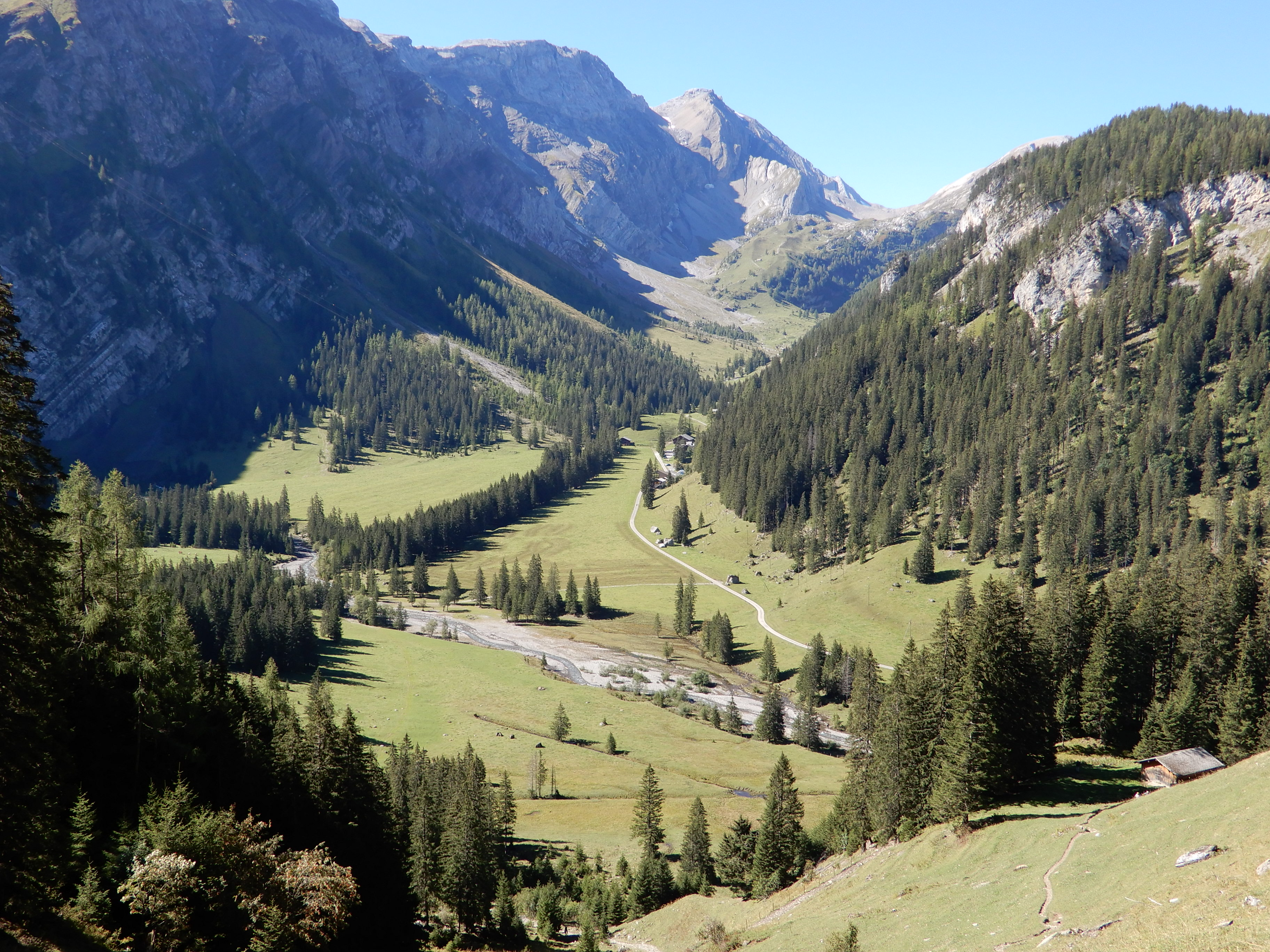
Die Iffigenalp von oben

Die Iffigenalp ist eine Terrasse auf 1600 m ü. M. über dem hinteren Simmental in der Nähe von Lenk auf dessen Gemeindeboden im Schweizer Kanton Bern.

## Lage
Die Terrasse erstreckt sich in nördliche Richtung und ist daher schattenseitig. Die Alp wird von Dreitausendern wie Wildstrubel (3244 m ü. M.) und Wildhorn (3248 m ü. M.) sowie von weiteren Gipfeln wie Niesehorn, Weisshorn und Gletscherhorn umrahmt. Ganz in der Nähe der Alp liegen die Iffigfälle. Von der Iffigenalp führt ein Passübergang ins Wallis, der Rawilpass.

## Geschichte
1892 wurde die Alp von Wilhelm Hildebrand, Sohn eines schwerreichen Grossmüllers aus Sachsen-Anhalt, gekauft. 1901 wurde dieser von der Gemeinde Zweisimmen zu dessen Ehrenbürger ernannt, da die Gemeinde Lenk ebendies nicht tun wollte. 1923 verkaufte er die Alp an die Iffigenalpgenossenschaft Biglen. Seither wird sie von deren Genossenschaftern zur Sömmerung genutzt. Zu Beginn wurde das Vieh noch per Zug von Biglen her transportiert, inzwischen jedoch per Camion.